# Limnephilus vallei
Limnephilus vallei là một loài Trichoptera trong họ Limnephilidae. Chúng phân bố ở miền Cổ bắc.